# Corticus foveicollis
Corticus foveicollis is een keversoort uit de familie somberkevers (Zopheridae). De wetenschappelijke naam van de soort werd in 1847 gepubliceerd door Achille Costa.